# Diorama (группа)
Diorama — немецкая музыкальная синти-поп/дарквейв группа, образованная Торбеном Вендтом в Ройтлингене в 1996 году.

## История
Diorama основана её бессменным лидером, автором музыки и текстов, клавишником Торбеном Вендтом в 1996 году. В 1996—1998 годах Торбен экспериментирует со звуком и делает первые шаги в дарквейве, которые в 1999 году выливаются в дебютную пластинку под названием Pale. Музыке того периода характерно минорное меланхоличное звучание с преобладанием клавишных партий. Помощь в записи Pale Торбену оказал лидер Diary of Dreams Адриан Хейтс, чей лейбл Accession Records в дальнейшем издаст все альбомы Diorama.
В 2001 году к Торбену присоединяется давний друг Феликс Марк и звучание группы становится более электронным. В 2002—2006 годах с группой играет бас-гитарист и бэк-вокалист Бернард Ле Сиге, а с 2005 года группа обзаводится живым ударником Маркусом Хальтером. Кроме того с 2002 года в качестве сессионного музыканта привлекается гитарист Заш Фиддлер, который с записи альбома Amaroid в 2005 году становится полноценным участником группы. В данном составе коллектив просуществовал с 2005 по 2014 год, когда группу покинул Заш Фиддлер. В 2015 году его место занял грузинский гитарист Зураб Дзагнидзе, до этого принимавший участие в сольных проектах Феликса Марка. Альбом Zero Soldier Army группа записала уже с ним.
Diorama представила следующую работу только в марте 2010 года. Это стал седьмой студийный альбом под названием Cubed. Тема завязана на жизнь в квартире, в ограниченном пространстве. К 2013 публикуется CD-альбом Even The Devil Doesn’t Care, распространяющийся ограниченным тиражом. Самыми популярными треками являются «Hope» и «Weiss Und Anthrazit».
23 октября 2020 года вышел девятый номерной альбом Tiny Missing Fragments.

## Состав

### Текущий состав
- Торбен Вендт — вокал, клавишные, лирика;
- Феликс Марк — бэк-вокал, клавишные (вокалист проекта Frozen Plasma);
- Маркус Хальтер — ударные;
- Зураб Дзагнидзе — гитара;

### Бывшие участники
- Заш Фиддлер — гитара (2003—2014);
- Бернард ле Сиге (2002—2006) — вокал, бас-гитара.

## Дискография

### Полноформатные альбомы
- 1999 Pale
- 2001 Her Liquid Arms
- 2002 The Art of Creating Confusing Spirits
- 2005 Amaroid
- 2007 A Different Life
- 2010 Cubed
- 2013 Even The Devil Doesn't Care
- 2016 Zero Soldier Army
- 2020 Tiny Missing Fragments
- 2022 Fast Advance Fast Reverse

### Синглы и прочее
- 2001 «Device» (CD, Maxi)
- 2005 Pale (Re-Release)
- 2005 Repale
- 2007 «Synthesize Me» (CD, Maxi)
- 2010 «Child of Entertainment» (CD, Maxi)